# L. & V. et S.L. contre Autriche
L. & V. contre Autriche et S.L. contre Autriche sont des arrêts de la Cour européenne des droits de l'homme prononcés le 9 janvier 2003, selon lesquels l'instauration d'une majorité sexuelle différente pour les relations hétérosexuelles et homosexuelles féminines (14 ans) et pour les relations homosexuelles masculines (18 ans) constitue une discrimination. 
Ces arrêts reprennent largement les dispositions prises lors de l'affaire Sutherland c. Royaume-Uni du 8 juin 1994.